# Szent Lajos király hídja
A Szent Lajos király hídja (eredetileg angolul The Bridge of San Luis Rey) Thornton Wilder amerikai író 1927-ben kiadott második regénye.
A történet Peruban játszódik. 1714 júliusában Lima közelében leszakad egy inka-korabeli függőhíd, és a rajta lévő öt utazó a mélybe zuhan. A könyv az élet értelmének keresésében komoly kérdéseket vizsgál: felvetődik a predesztináció, a szabad akarat, és az isteni gondviselés szerepe az emberek életében.
Szerb Antal irodalomtörténész értelmezése szerint „Az öt ember egymásba fonódó története igazolja a Gondviselést: egyikük halála sem volt vak véletlen, mind az öten életük olyan pontjára értek, ahonnan nem volt tovább út, csak a halálba.” Egy 1997-es elemzés szerint azonban a könyv végkicsengése az, hogy a „racionális oknyomozás soha nem fogja felfedezni a Gondviselést – ha egyáltalán létezik ilyen.”
A regény 1928-ban megkapta a Pulitzer-díjat. Ez a több nyelvre lefordított könyv hozta meg Wilder hírnevét először a korabeli, majd később a világirodalomban is. A kortárs Sigmund Freud a regényről kijelentette, hogy „elragadó és elég szokatlanul gyönyörű”. A Time Magazine beválasztotta a regényt a TIME 100 legjobb angol nyelvű regény 1923–2005 című listába. A 2001. szeptember 11-ei terrortámadás áldozatainak megemlékezésén Tony Blair miniszterelnök is megemlítette a Szent Lajos király hídját.

## Téma
„Annak, aki szeret, nincsen szüksége arra, hogy emlékezzenek rá. Van az elevenek országa, meg a holtak országa, s a híd a szeretet, csak az marad meg, az élet egyetlen értelme.”

– Szent Lajos király hídja

A regény központi filozófiai témáját az író így vetette fel:

„A kérdés az, van-e az ember életének célja vagy jelentősége az egyén önálló, sorsformáló akaratán kívül." Amikor az írót megkérdezték, mi inspirálta a könyv megírására, ezt válaszolta: "[…] egyrészt Prosper Mérimée francia színdarabíró egyik egyfelvonásos műve, amely ugyancsak Latin-Amerikában játszódik és egyik szereplője egy kurtizán. A regény központi gondolata azonban […] egy apámmal való barátságos vitából származik. Szigorú kálvinista lévén, apám úgy képzelte el Istent, mint egy kicsinyes iskolamestert, aki precízen méricskéli a bűntudatot az érdemmel szemben. A puritán emberek  megfeledkeznek Isten mindent átfogó, nagy szeretetéről.  Az isteni szeretet túl kell hogy lépje a megtorlást. De könyvemben ezt a kérdést megválaszolatlanul hagytam. […] A kérdéssel nem lehet mást csinálni mint világosan feltenni, és bízni abban, hogy helyesen tettük fel.”

– Thornton Wilder

## Cselekmény
|  | Alább a cselekmény részletei következnek! |

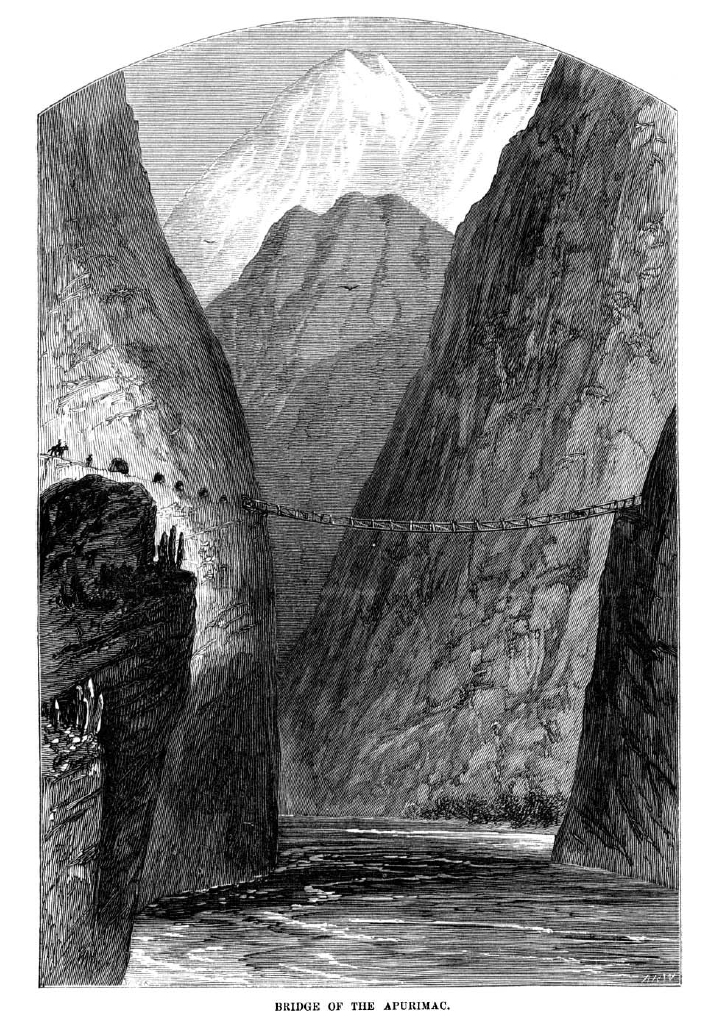
„1714. július 20-án, Peru legszebbik hídja leszakadt, s öten, akik éppen átmenőben voltak, a mélységbe zuhantak. Ez a híd a Lima és Cuzco közötti országutat kötötte össze, s naponta száz meg száz ember haladt át rajta…”

A történet elbeszélője a missziós úton lévő Juníper nevezetű, észak-olaszországi ferences barát, aki Peruban téríti az indiánokat, s tanúja lesz a híd leszakadásának. A barátot az isteni gondviselés (latinul: providencia = előrelátás, isteni rálátás), hogy Isten az embert természetfeletti célja felé irányítja és vezeti az emberek életében, már korábban is foglalkoztatta; most azonban, hogy döbbent tanúja lett öt ember korai halálának, elhatározza hogy a szerencsétlenség tanulmányozásán keresztül vizsgálat alá veszi a világmindenség tervszerűségét. Azt reméli, hogy a Gondviselés létezését be tudja bizonyítani, és ezáltal a teológiát a pozitív tudományok sorába iktatni. Juníper hat évig gyűjti az adatokat azzal a céllal, hogy valamilyen kozmikus választ találjon arra a kérdésre, hogy Isten miért is választotta ki és ítélte halálra éppen ezeket az embereket.
Így tárul az olvasó elé az öt utazó magánélete és összefonódott sorsuk története, egészen addig a pillanatig, míg a hídra kerülnek. Juníper barát sorra veszi őket, belekutat életkörülményeikbe, megvizsgálja egyéniségüket. Az elbeszélés során találkozunk Doña Maria Montemayor márkinével, a szerencsétlenség egyik áldozatával. Még életében a márkiné egy gazdag posztókalmár csúnya és dadogós lánya volt, akit a „házasság kalodájába zártak” egy tönkrement nemessel. Lánya, a szép, okos, de hűvös természetű Doña Clara apjához húzott; anyjára idegenkedve tekintett, és Spanyolországba ment férjhez, hogy minél távolabb legyen tőle. Doña Maria életének fő értelmét abban látta, ha leánya szeretetét nem is, de legalább megbecsülését el tudja nyerni – ezért csodálatos nyelvi szépségű leveleket írt hozzá. Két nappal azután hogy belenyugodott a lánya és közte lévő hűvös kapcsolatba, a márkiné a hídra lépett Pepita nevű társalkodónőjével együtt.

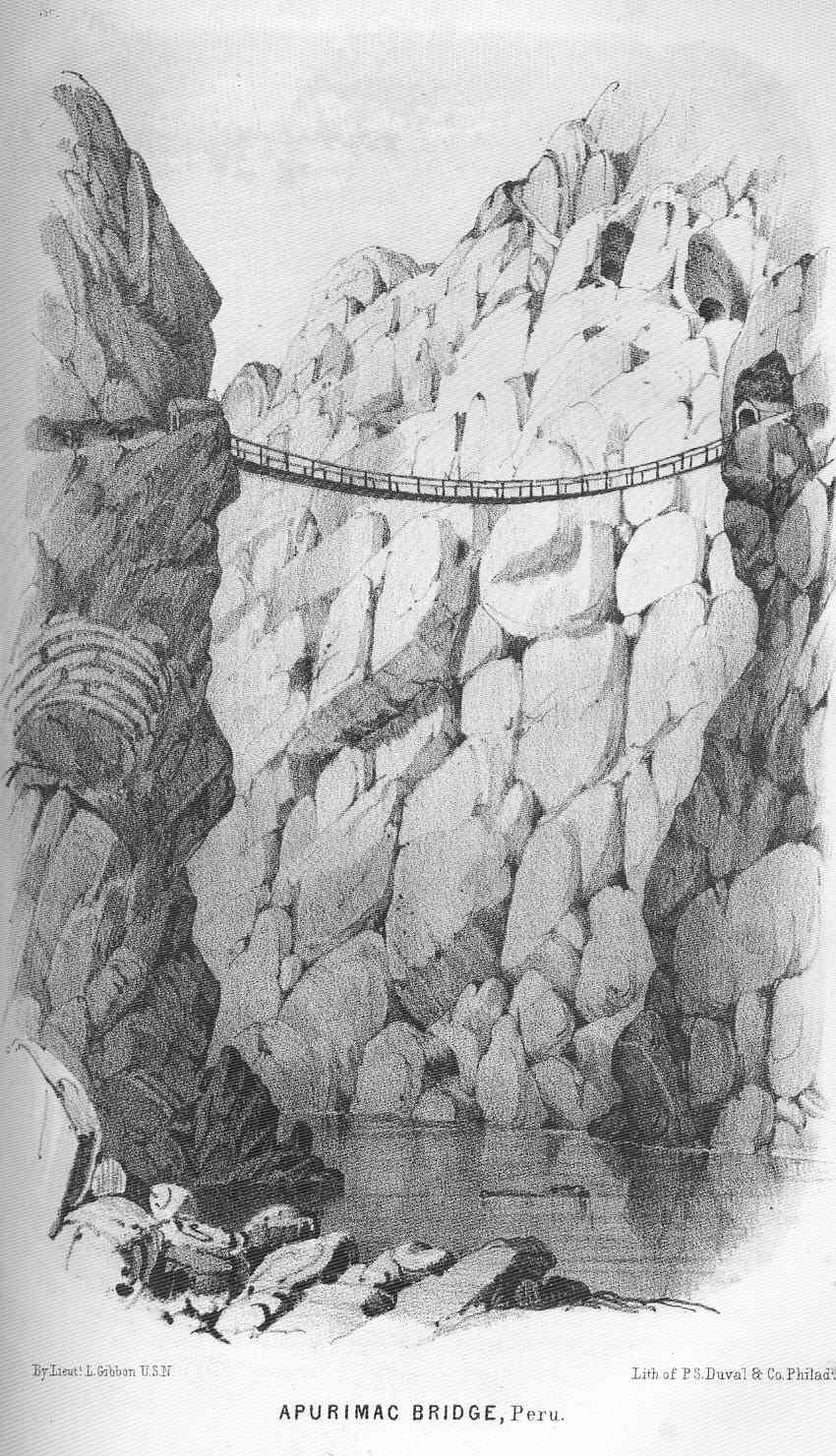
William Lewis Herndon: Az Apurimac hídja

Az árva lány Pepitát a zárda fejedelemasszonya, a különc María del Pilar nevelte fel, majd a márkiné szolgálatába állította. Új otthonában a lány magányosan érezte magát. Visszavágyott a zárda főnöknőjéhez, María del Pilarhoz, akihez hűséges szeretet fűzte mint „Istenben való édesanyjához”.
Ugyanez a María del Pilar nevelte zárdájában az árva ikertestvéreket, Manuelt és Estebánt is. Foglalkozásuk szerint íródeákok voltak, színdarabokat másoltak a színházaknak, balladákat a tömegnek, hirdetéseket a kalmároknak, kottákat a karmestereknek. Egymással való kapcsolatukat a szerző „hallgatag, majdnem szemérmetes egység”-nek nevezi. Ennek az egységnek a kifejezése volt titkos nyelvük, mely szókincsét, sőt nyelvtanát tekintve alig támaszkodott a spanyolra. Kettőjük közül Manuel volt az önállóbb, ő szokta meghozni a döntéseket. Manuelt, aki beleszeretett Camila Perichole színésznőbe, és nemsokára utána meghalt, Esteban nem volt képes elfelejteni, olyannyira, hogy öngyilkosságon gondolkozott. Végül úgy döntött, tengeri útra megy – és ekkor érkezett el a Limába vezető, összeomlás előtt álló hídhoz.
Az utolsó rész egy kalandos öregember, Pio bácsi történetét meséli el. Pio bácsi tanító volt, azonkívül nyelvész és a spanyol irodalom szakértője. Élete nagy részét a szépséges színésznő, Camila Perichole-nak szentelte: segítette karrierjében, figyelte hogyan válik La Perichole Lima hírességévé, a gazdag alkirály szeretőjévé, és végül hogyan adja fel a színpadi életet az „igazi hölgy” szerepéért. Amikor Camila himlőt kap és elveszti szépségét, vidékre zárkózik beteges kisfiával, Jaime-vel. Az anyát Pio meggyőzi arról, ha a fiúból úriembert akarnak faragni, akkor annak Limában a helye. Útközben Lima felé, Pio és Jaime együtt halnak meg a többiekkel. A utolsó fejezetben a regény visszatér Juníper baráthoz, aki végre befejezi vastag könyvét az öt áldozatról, akik mind egyidőben futottak össze az inkák hídján.
Ironikus módon, Juníper barát életével fizetett az igazság kutatásáért. A könyvet szerzőjével együtt eretnekké nyilvánították, és elrendelték mindkettő nyilvános elégetését Lima főterén. A barát, míg az ítélet ellen nem tiltakozott, vágyott arra, hogy elismerjék munkáját: könyve megírásával végeredményben a hitet kívánta szolgálni.
Amikor Wildert megkérdezték hogy karaktereit valóban létezett emberekről alkotta-e vagy csak elképzelte őket, ezt mondta: „Az alkirálynak és Perichole-nak megvoltak a valódi megfelelői a történelemben. Az események legtöbbjét és a híd összeomlását én találtam ki.” A korabeli perui alkirály valódi neve Manuel de Amat y de Junyent volt (a regényben Don Andrés de Ribera), az alkirály szeretőjét Micaela Villegas-nak hívták (a regényben Camila Perichole, illetve La Perichole). Wilder a márkiné alakját a nagy francia levélírónőre, Madame de Sévigné-re alapozta.
|  | Itt a vége a cselekmény részletezésének! |

## Magyarul
- Szent Lajos király hídja; ford. Kosztolányi Dezső, bev. Gaál Andor; Révai, Bp., 1929 (A ma regényei)
- Szent Lajos király hídja; ford., bev. Kosztolányi Dezső; Révai, Bp., 1944
- Szent Lajos király hídja; ford. Kosztolányi Dezső, utószó Viktor János; Európa, Bp., 1957

## Feldolgozások
A regényt háromszor filmesítették meg:
- Szent Lajos király hídja (1929) – rendező Charles Brabin[9]
- Szent Lajos király hídja (1944) – rendező Rowland V. Lee[10]
- Szent Lajos király hídja (2004) – rendező Mary McGuckian[11]

1954-ben Hermann Reutter német zeneszerző operát írt Die Brücke von San Luis Rey címmel. A Magyar Színház 2006 decemberében mutatta be a regény Kosztolányi Dezső fordítása alapján készült színpadi változatát, Bíró Kriszta átdolgozását, Guelmino Sándor rendezésében.

## További irodalom
- Lincoln Konkle. Thornton Wilder and the Puritan narrative tradition (angol nyelven). University of Missouri Press (2006). ISBN 0826216242

## Fordítás
- Ez a szócikk részben vagy egészben a The Bridge of San Luis Rey című angol Wikipédia-szócikk fordításán alapul.  Az eredeti cikk szerkesztőit annak laptörténete sorolja fel. Ez a jelzés csupán a megfogalmazás eredetét és a szerzői jogokat jelzi, nem szolgál a cikkben szereplő információk forrásmegjelöléseként.